# カンス塚古墳
カンス塚古墳（かんすづかこふん）は、兵庫県加古川市平荘町池尻にあった古墳。平荘湖古墳群を構成した古墳の1つ。現在では平荘湖底に水没している。

## 概要
兵庫県南部、平荘湖の形成前に存在した盆地の西寄りに築造された古墳である。墳丘・石室の一部が破壊されているほか、1963・1966年（昭和38・41年）に発掘調査が実施され、1966年に平荘湖底に没している。
墳形は、前方部が短小な帆立貝形の前方後円形で、前方部を西方向に向けた。後円部は直径約30メートルを測った。墳丘表面では葺石・円筒埴輪列が検出されている。埋葬施設は竪穴式石室で、石室主軸を東西方向としたが、竪穴系横口式石室の可能性もある。石室内の調査では、金製垂飾付耳飾のほか銅鏡・装身具・武器・武具・農工具・須恵器（TK216型式期）・土師器などが検出されている。副葬品のなかでも金製垂飾付耳飾は朝鮮半島からの移入品と推測され、また鉄製鍛造具・砥石は製鉄との関連を示唆しており、いずれも渡来色の濃い様相として注目される。築造時期は古墳時代中期の5世紀中葉頃と推定される。
出土品は1990年（平成2年）に加古川市指定有形文化財に指定されている。

## 遺跡歴
- 1963年（昭和38年）、第1次調査（加古川市教育委員会、1985年に概報刊行）。
- 1966年（昭和41年）、第2次調査。調査後に水没（加古川市教育委員会、1985年に概報刊行）。
- 1990年（平成2年）10月11日、出土品が加古川市指定有形文化財に指定。

## 埋葬施設
埋葬施設としては竪穴式石室が構築されている。石室主軸を東西方向とし、長さ約4.4メートル・東端幅約1.2メートル・西端約1メートル・高さ約0.9メートルを測った。
石室の壁は、割石状の塊石を垂直に積んで構築される。床面には板石を全面に敷くが、排水のために中央部がわずかに高く、側壁側に緩やかに傾斜して蒲鉾形を呈する。天井石は7枚で、東側5枚が遺存する。なお現在残る写真によれば、竪穴系横口式石室であった可能性が指摘される。
石室内では、石室中央部において木棺を東枕で据え、周りに副葬品を配置する。石室の中央部では耳飾1対と玉類が出土しており、着装状態と見られる。木棺・東壁の間に須恵器群、南東隅に鉄鉾、南壁・北壁に沿って刀剣類・鉄鏃を置く。石室西半部は撹乱されているが、木棺・西壁の間には短甲、北西隅に鍛造具・工具が認められる。以上のほか、天井石の上で銅鏡が検出されている。

## 出土品

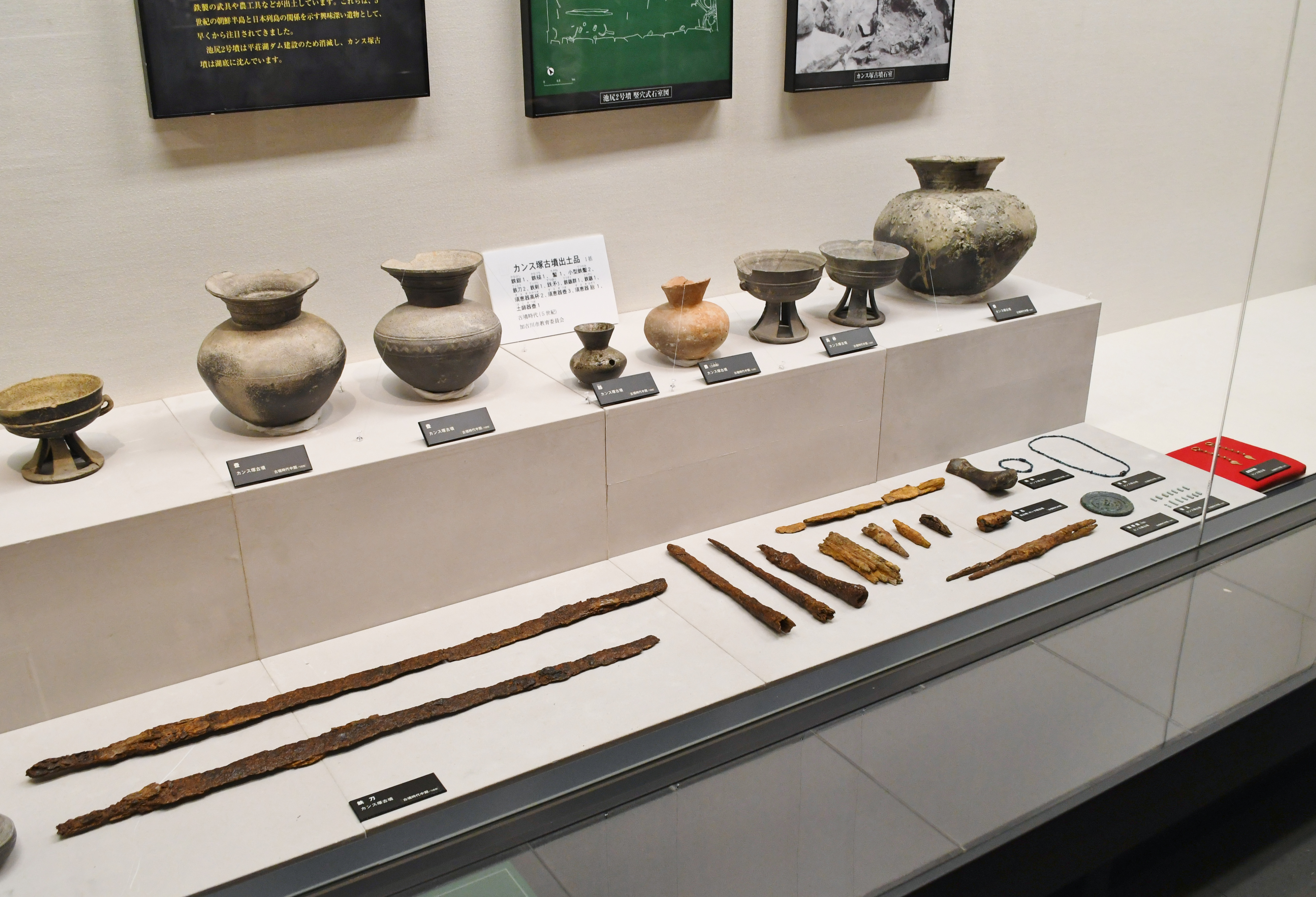
出土品加古川総合文化センター博物館展示（他画像も同様）。

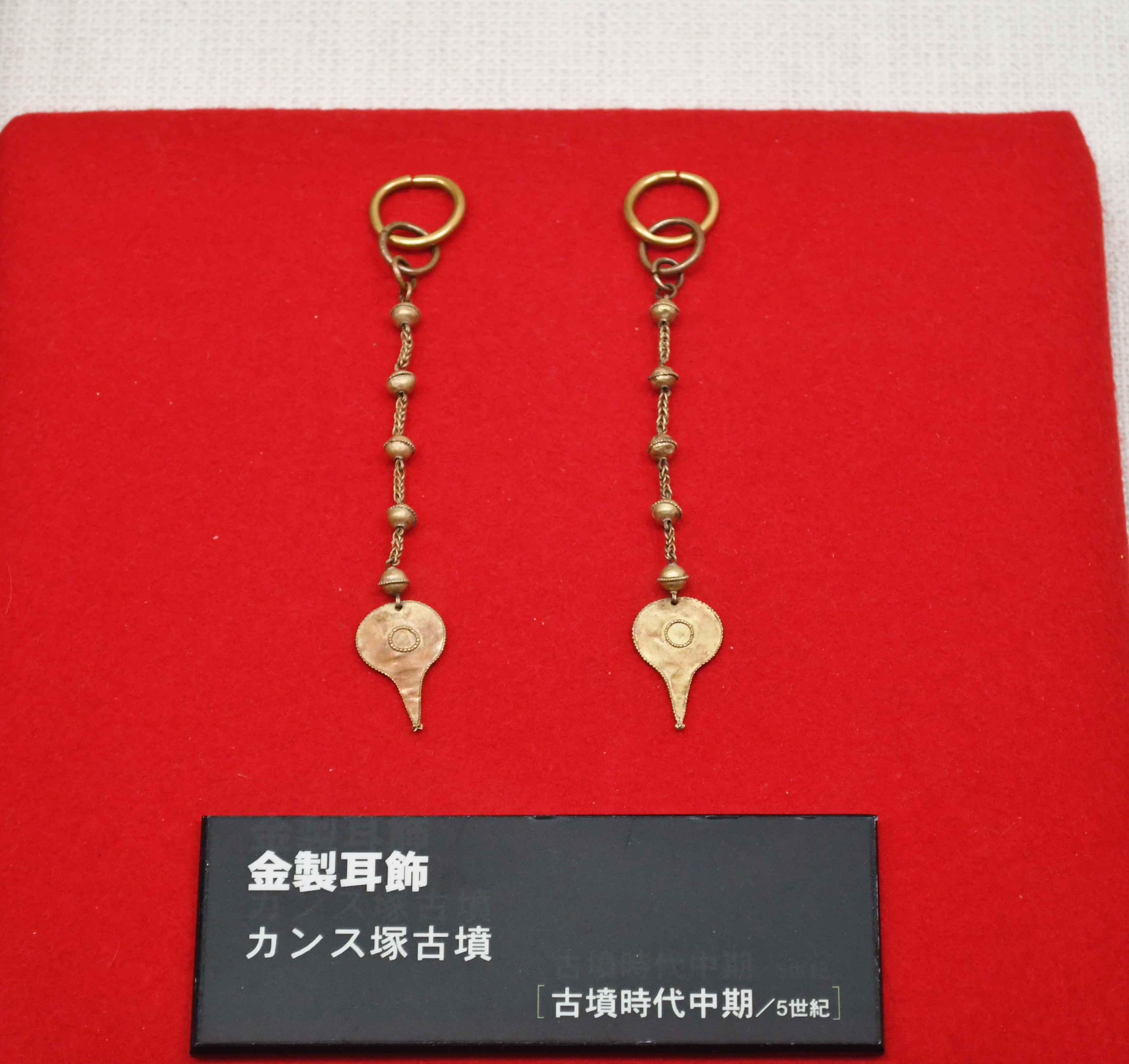
金製垂飾付耳飾

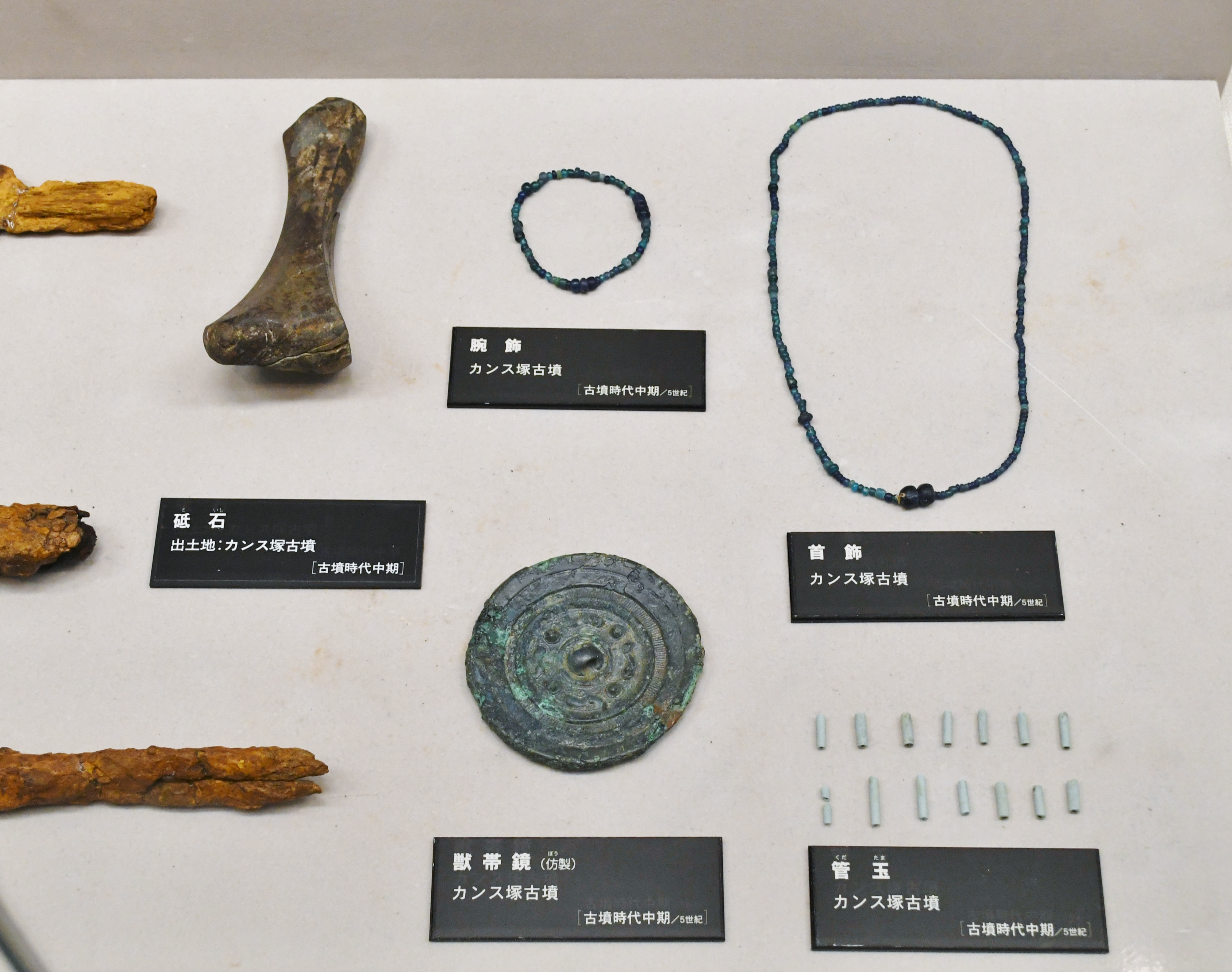
銅鏡・装身具・砥石

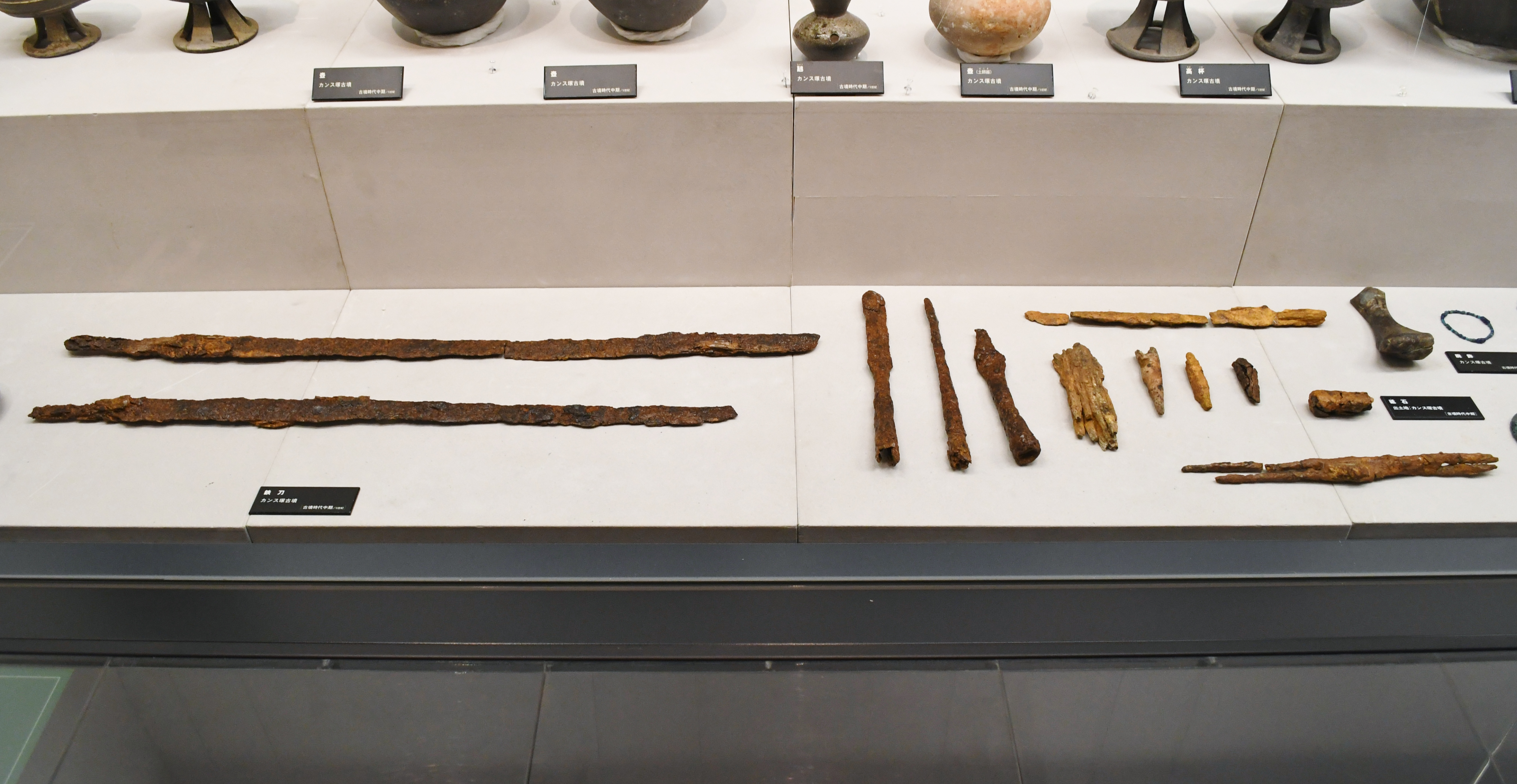
鉄製品
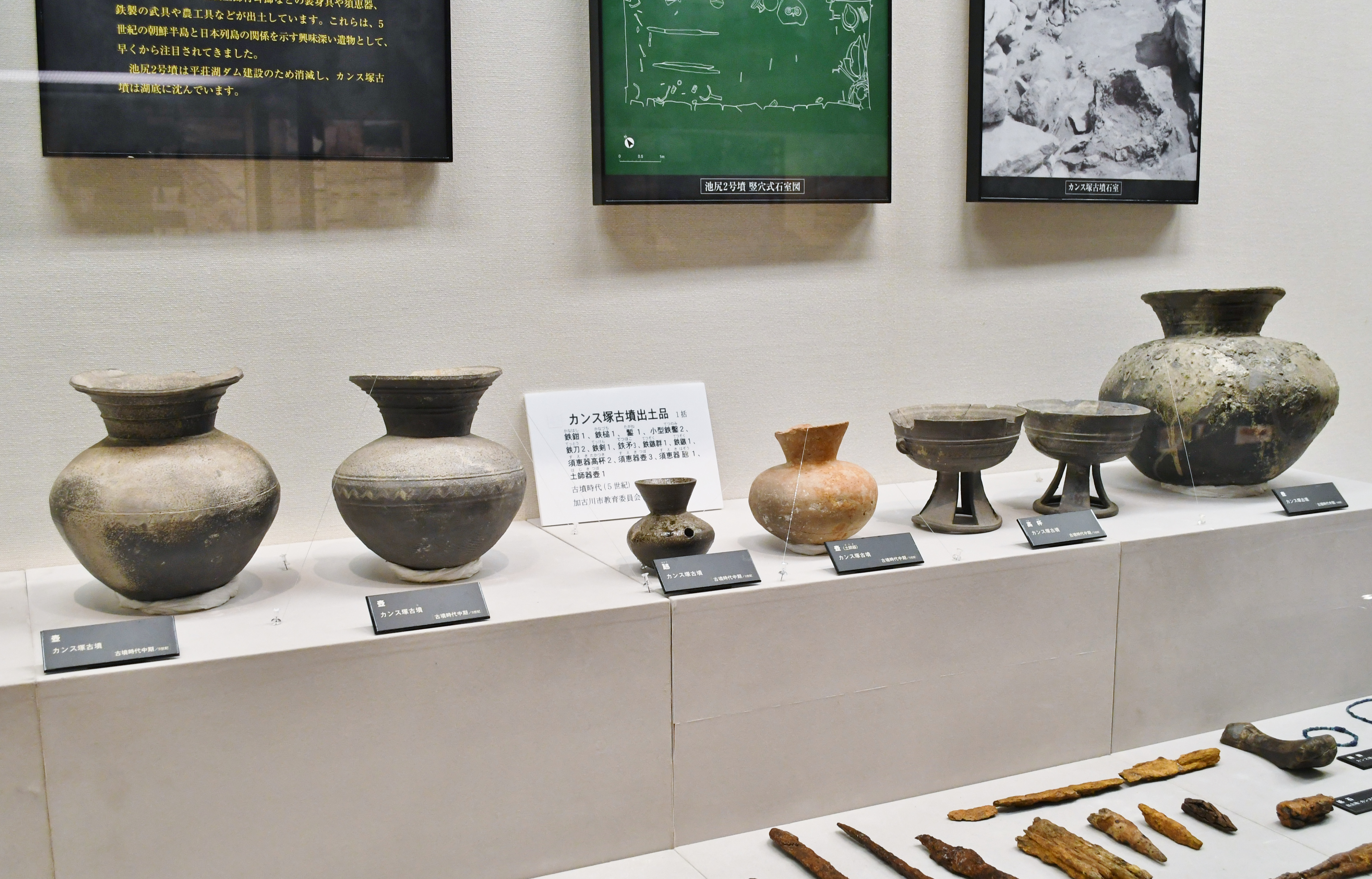
須恵器

石室内の調査で検出された副葬品は次の通り。
- 銅鏡
  - 変形四獣鏡 1
- 装身具
  - 金製垂飾付耳飾 1対
  - 管玉 14
  - ガラス小玉 多数
- 武器
  - 鉄刀 9
  - 鉄剣 1
  - 鉄鉾 3
  - 鉄鏃 7群
  - 胡簶金具 2
- 武具
  - 短甲 - 横矧板鋲留式。
  - 頸甲
  - 草摺
- 農工具
  - 鉄鎌 1
  - 小型鉄鎌 4
  - 鉄斧 1
  - 小型鉄鑿 2
  - 鉇 2
  - 刀子 2
  - 鏨 1
  - 鉄鉗 1
  - 鉄槌 1
  - 鉸具 2
- 須恵器 - 高坏3、壺3、把手付埦1、𤭯1。
- 土師器 - 壺1。
- 鎹
- 砥石 1

副葬品には馬具が含まれない点が注意される。
- 鉄製品
- 須恵器

## 文化財

### 加古川市指定文化財
- 有形文化財
  - カンス塚古墳出土品一括 24点（考古資料） - 1990年（平成2年）10月11日指定。

## 関連施設
- 加古川総合文化センター博物館（加古川市平岡町新在家） - カンス塚古墳の出土品を保管・展示。

## 関連文献
（記事執筆に使用していない関連文献）
- 『加古川市カンス塚古墳発掘調査概要』加古川市教育委員会、1985年。